# انزا (کالیفرنیا)
انزا (به انگلیسی: Anza) یک منطقهٔ مسکونی در ایالات متحده آمریکا است که در شهرستان ریورساید، کالیفرنیا واقع شده‌است. انزا ۷۱٫۶۸ کیلومتر مربع مساحت و ۳٬۰۱۴ نفر جمعیت دارد و ۱٬۱۹۵٫۱۴ متر بالاتر از سطح دریا واقع شده‌است.